# حسن مظفر غیلانی
حسن مظفر غیلانی (عربی: حسن يوسف مظفر الغيلاني؛ زادهٔ ۲۶ ژوئن ۱۹۸۰) یک بازیکن فوتبال اهل عمان است.

## باشگاهی
از باشگاه‌هایی که در آن بازی کرده‌است می‌توان به الاهلی قطر، باشگاه فوتبال الاتفاق عربستان سعودی، الریان، و باشگاه ورزشی السالمیه کویت اشاره کرد.

## تیم ملی
وی همچنین در تیم ملی فوتبال عمان بازی کرده‌است.